# 칼도-힉스 효율성
칼도-힉스 효율성(영어: Kaldor–Hicks efficiency)은 니컬러스 칼도와 존 힉스의 이름을 따서 명명되었으며, 자원의 재분배가 파레토 개선의 직관적인 매력을 일부 포착하면서도 기준은 덜 엄격하여 더 많은 상황에 적용될 수 있는 경제적 자원 재배치이다. 재배치는 이득을 보는 사람들이 손해를 보는 사람들에게 가상으로 보상하여 파레토 개선 결과로 이어질 수 있다면 칼도-힉스 개선이라고 할 수 있다. 보상이 실제로 이루어질 필요는 없으며(현상 유지에 대한 가정은 없다), 따라서 칼도-힉스 개선은 실제로 일부 사람들을 더 나쁘게 만들 수 있다.
어떤 상황이 칼도-힉스 효율적(Kaldor–Hicks efficient)이라고 하거나, 동일하게 칼도-힉스 기준(Kaldor–Hicks criterion)을 만족한다고 하는 것은 그 상황에서 잠재적인 칼도-힉스 개선이 존재하지 않는 경우이다. 결과가 가능한 한 가장 높을 때 이를 힉스 최적 결과라고 한다. 힉스 최적 결과는 항상 파레토 효율적이다.

## 설명
재배치는 적어도 한 사람이 더 나아지고 아무도 더 나빠지지 않으면 파레토 개선이라고 한다. 그러나 실제로는 경제 정책의 변화와 같은 사회적 조치를 취할 때 적어도 한 사람을 더 나쁘게 만들지 않고서는 거의 불가능하다. 자발적인 교환조차도 제3자에게 손해를 입힌다면 파레토 개선이 아닐 수 있다.
칼도-힉스 개선 기준을 사용하면, 어떤 결과가 이득을 보는 사람들이 원칙적으로 손해를 보는 사람들에게 보상하여 파레토 개선 결과를 (반드시 그럴 필요는 없지만) 달성할 수 있다면 그 결과는 개선이다. 예를 들어, 오염을 유발하는 자발적인 교환은 구매자와 판매자가 오염 피해자에게 전적으로 보상해야 하더라도 여전히 거래를 수행할 의향이 있다면 칼도-힉스 개선이 될 것이다. 칼도-힉스는 보상이 실제로 지불될 것을 요구하지 않고, 단지 보상의 가능성이 존재할 것을 요구하므로 각 당사자가 적어도 이전만큼 잘 살도록 만들 필요는 없다. 칼도-힉스 효율성 하에서는 실제로 일부 사람들이 더 나빠질 수 있다. 파레토 개선은 관련된 모든 당사자가 더 나아지도록 (또는 적어도 더 나빠지지 않도록) 요구한다.
모든 파레토 개선은 칼도-힉스 개선이지만, 대부분의 칼도-힉스 개선은 파레토 개선이 아니다. 다시 말해, 파레토 개선의 집합은 칼도-힉스 개선의 진부분집합이다. 이는 파레토 기준에 비해 칼도-힉스 기준의 더 큰 유연성과 적용 가능성을 반영한다.

## 정책 결정에서의 활용
칼도-힉스 방법은 일반적으로 효율성 목표 자체가 아니라 잠재적 개선에 대한 테스트로 사용된다. 이는 활동이 경제를 파레토 효율성으로 이동시키는지 여부를 결정하는 데 사용된다. 어떤 변화든 보통 일부 사람들을 더 나아지게 하고 다른 사람들을 더 나쁘게 만들기 때문에, 이러한 테스트는 이득을 보는 사람들이 손해를 보는 사람들에게 보상한다면 어떤 일이 일어날지를 고려한다.
칼도 기준은 이득을 보는 사람들이 변화에 동의하도록 손해를 보는 사람들에게 지불할 의향이 있는 최대 금액이 손해를 보는 사람들이 받아들일 준비가 된 최소 금액보다 클 경우 활동이 경제를 파레토 최적에 더 가깝게 만든다는 것이다. 힉스 기준은 손해를 보는 사람들이 변화를 포기하도록 이득을 보는 사람들에게 지불할 최대 금액이 이득을 보는 사람들이 동의하기 위해 받아들일 최소 금액보다 적을 경우 활동이 경제를 파레토 최적으로 이동시킨다는 것이다. 따라서 칼도 테스트는 손해를 보는 사람들이 합의를 막을 수 있다고 가정하고 이득을 보는 사람들이 그들의 이득을 너무 중요하게 여겨 손해를 보는 사람들이 합의를 받아들이도록 지불할 의향과 능력이 있는지를 묻는다. 반면 힉스 테스트는 이득을 보는 사람들이 변화를 진행할 수 있다고 가정하고 손해를 보는 사람들이 그들의 손실이 변화를 진행하지 않도록 이득을 보는 사람들에게 지불할 비용보다 적은 가치가 있다고 여기는지를 묻는다. 각 개별 기준에 대한 몇 가지 기술적 문제가 발견된 후, 이들은 동일한 결함을 공유하지 않는 스치토프스키 기준, 즉 "칼도-힉스 기준"으로 더 일반적으로 알려진 기준으로 통합되었다.
칼도-힉스 기준은 게임 이론의 비제로섬 게임, 예를 들어 DOTMLPF, 후생경제학, 경영경제학에 널리 적용된다. 예를 들어, 비용 편익 분석의 근본적인 논리를 형성한다. 비용 편익 분석에서 프로젝트(예: 새 공항)는 건설 비용 및 환경 비용과 같은 총 비용을 항공사 이익 및 여행객 편의와 같은 총 편익과 비교하여 평가된다. (그러나 비용 편익 분석은 또한 다른 개인에게 다른 사회적 복지 가중치, 예를 들어 빈곤층에게 더 많은 가중치를 부여할 수 있으므로, 보상 기준이 항상 비용 편익 분석에 의해 호출되는 것은 아니다.)
프로젝트는 일반적으로 편익이 비용을 초과하면 승인될 것이다. 이는 본질적으로 칼도-힉스 기준의 적용인데, 이는 이득을 보는 사람들이 이론적으로 손해를 본 사람들에게 보상할 수 있을 만큼 편익이 충분해야 한다는 요구와 동일하기 때문이다. 이 기준은 사회 전체가 다른 사람들에게 더 큰 이득을 의미한다면 일부 사람들을 더 나쁘게 만드는 것이 정당화될 수 있다고 주장되기 때문에 사용된다.

## 비판
아마도 칼도-힉스 기준에 대한 가장 일반적인 비판은 보상이 실제로 지불되지 않는다면 승리자들이 패자들에게 보상할 수 있는 능력이 왜 중요해야 하는지, 또는 결정 기준으로 도덕적 또는 정치적 중요성을 가져야 하는지가 불분명하다는 점이다.
더 기술적인 수준에서, 칼도-힉스 기준의 다양한 버전은 바람직한 형식적 특성을 결여하고 있다. 예를 들어, 티보르 스치토프스키는 칼도 기준만으로는 반대칭적이지 않다는 것을 입증했다. 즉, 결과 A가 결과 B보다 (칼도 기준에 따라) 개선이지만, B도 A보다 개선인 상황이 가능하다. 결합된 칼도-힉스 기준은 이러한 문제를 가지고 있지 않지만, 비추이성일 수 있다 (A가 B보다 개선이고 B가 C보다 개선일지라도, A가 C보다 개선이 아닐 수 있다).

## 같이 보기
- 보상 원칙
- 파레토 최적
- 스치토프스키 역설

## 더 읽어보기
- Hicks, John (1939). 《The Foundations of Welfare Economics》. 《The Economic Journal》 49. 696–712쪽. doi:10.2307/2225023. JSTOR 2225023.
- Kaldor, Nicholas (1939). 《Welfare Propositions in Economics and Interpersonal Comparisons of Utility》. 《The Economic Journal》 49. 549–552쪽. doi:10.2307/2224835. JSTOR 2224835.
- Posner, Richard A. (2007). 《Economic Analysis of Law》 Seven판. Austin, TX: 볼터스 클루버. ISBN 978-0-7355-6354-4.